# Departamento Eldorado
Das Departamento Eldorado liegt im Nordwesten der Provinz Misiones im Nordosten Argentiniens und ist eine von 17 Verwaltungseinheiten der Provinz. 
Es grenzt im Norden an das Departamento Iguazú, im Osten an die Departamentos General Manuel Belgrano und San Pedro, im Süden an das Departamento Montecarlo und im Westen an Paraguay. 
Die Hauptstadt des Departamento Eldorado ist das gleichnamige Eldorado.

## Bevölkerung
Nach Schätzungen des INDEC stieg die Einwohnerzahl von 67.726 Einwohnern (2001) auf 84.131 Einwohner im Jahre 2005.

## Städte und Gemeinden
Das Departamento Eldorado ist in folgende Gemeinden aufgeteilt:
- 9 de Julio
- Colonia Delicia
- Colonia Victoria
- Eldorado
- Santiago de Liniers

Koordinaten: 26° 24′ S, 54° 36′ W